# 20. Unterseebootsflottille
A 20. Unterseebootsflottille foi uma unidade militar da Kriegsmarine que serviu durante a Segunda Guerra Mundial. A Flotilha era uma unidade de treinamentos, tanto é que não comandou nenhum U-Boot durante o seu tempo de serviço. A unidade foi dispensada no mês de Fevereiro de 1945.

## Bases
| Junho de 1943 - Fevereiro de 1945 | Pillau |

## Comandante
| Comandante               | Data                              |
| ------------------------ | --------------------------------- |
| Korvkpt. Ernst Mengersen | Junho de 1943 - Fevereiro de 1945 |